# (3509) Sanshui
(3509) Sanshui ist ein Asteroid des Hauptgürtels, der am 28. Oktober 1978 am Purple-Mountain-Observatorium (IAU-Code 330) in Nanjing entdeckt wurde.
Die Asteroid wurde nach Sanshui, einem Stadtbezirk der Stadt Foshan in der südchinesischen Provinz Guangdong, benannt.